# 時光水滴
《時光水滴》是GLAY的第29張單曲。

## 簡介
- 日本朝日電視台『心魔大審判2』日劇主題曲。
- 原本這首單曲要給某位女性歌手演唱，因為JIRO的要求下而由GLAY自己詮釋這首歌曲。

## 收錄曲目
1. 時光水滴
2. 然後，未來也是
3. HOWEVER (inspired by HIGHCOMMUNICATIONS)
4. 時光水滴 (Radio edit)

## 收錄專輯
- THE FRUSTRATED
- -Ballad Best Singles- WHITE ROAD
- THE GREAT VACATION VOL.1 〜SUPER BEST OF GLAY〜
- rare collectives vol.3